# The Ultimate Fighter: Team Jones vs. Team Sonnen Finale
The Ultimate Fighter: Team Jones vs. Team Sonnen Finale (también conocido como The Ultimate Fighter 17 Finale) fue un evento de artes marciales mixtas celebrado por Ultimate Fighting Championship el 13 de abril de 2013 en el Mandalay Bay Events Center, en Las Vegas, Nevada.

## Historia
Se esperaba que el evento estuviera encabezado por una pelea por el campeonato de peso mosca entre el actual campeón Demetrious Johnson y el retador John Moraga, así como la final del torneo de peso medio. Sin embargo, Johnson fue obligado a salir de la pelea por una lesión y Moraga fue también retirado del evento. Como resultado, el combate principal contó con una pelea entre el excampeón de peso pluma de WEC Urijah Faber y el contendiente de peso gallo Scott Jorgensen.

## Resultados
1. ↑  Final de Peso Medio TUF 17.

## Premios extra
Cada peleador recibió un bono de $50,000.
- Pelea de la Noche: Miesha Tate vs. Cat Zingano
- KO de la Noche: Travis Browne
- Sumisión de la Noche: Daniel Pineda